# Frei Paulo (ort)
Frei Paulo är en ort i Brasilien.   Den ligger i kommunen Frei Paulo och delstaten Sergipe, i den östra delen av landet, 1 300 km nordost om huvudstaden Brasília. Frei Paulo ligger 276 meter över havet och antalet invånare är 7 047.
Terrängen runt Frei Paulo är huvudsakligen platt, men åt nordväst är den kuperad. Frei Paulo ligger uppe på en höjd. Närmaste större samhälle är Itabaiana, 19,2 km sydost om Frei Paulo.
Omgivningarna runt Frei Paulo är huvudsakligen savann. Runt Frei Paulo är det ganska tätbefolkat, med 70 invånare per kvadratkilometer.